# Saint-Dalmas-le-Selvage
Saint-Dalmas-le-Selvage (okzitanisch Sant Darmàs lo Selvatge, italienisch San Dalmazzo Selvatico) ist eine französische Gemeinde im Département Alpes-Maritimes in der Region Provence-Alpes-Côte d’Azur. Sie gehört zum Arrondissement Nizza und zum Kanton Tourrette-Levens. Außerdem ist sie ein Mitglied des Gemeindeverbandes Métropole Nice Côte d’Azur.

## Geographie
Die Gemeinde liegt in den französischen Seealpen, rund 90 Kilometer von Nizza entfernt im Nationalpark Mercantour. Im Nordwesten der Gemeindegemarkung entspringt die Tinée. Die angrenzenden Gemeinden sind Jausiers im Nordwesten, Saint-Étienne-de-Tinée im Osten, Entraunes im Südwesten und Uvernet-Fours im Westen.
Zu Saint-Dalmas-le-Selvage gehören neben der Hauptsiedlung auf 1500 m auch die Weiler La Pra auf 1700, Bousieyas auf 1960 und Le Camp de Fourches auf 2300 m Die letztgenannte Siedlung wurde 1896 für militärische Zwecke konstruiert und bestand anfänglich aus 26 Baracken, die für rund 800 Mann Platz boten. 

## Bevölkerungsentwicklung
| Jahr      | 1962 | 1968 | 1975 | 1982 | 1990 | 1999 | 2008 | 2016 |
| --------- | ---- | ---- | ---- | ---- | ---- | ---- | ---- | ---- |
| Einwohner | 133  | 152  | 151  | 121  | 114  | 123  | 132  | 122  |

## Sehenswürdigkeiten
Siehe: Liste der Monuments historiques in Saint-Dalmas-le-Selvage

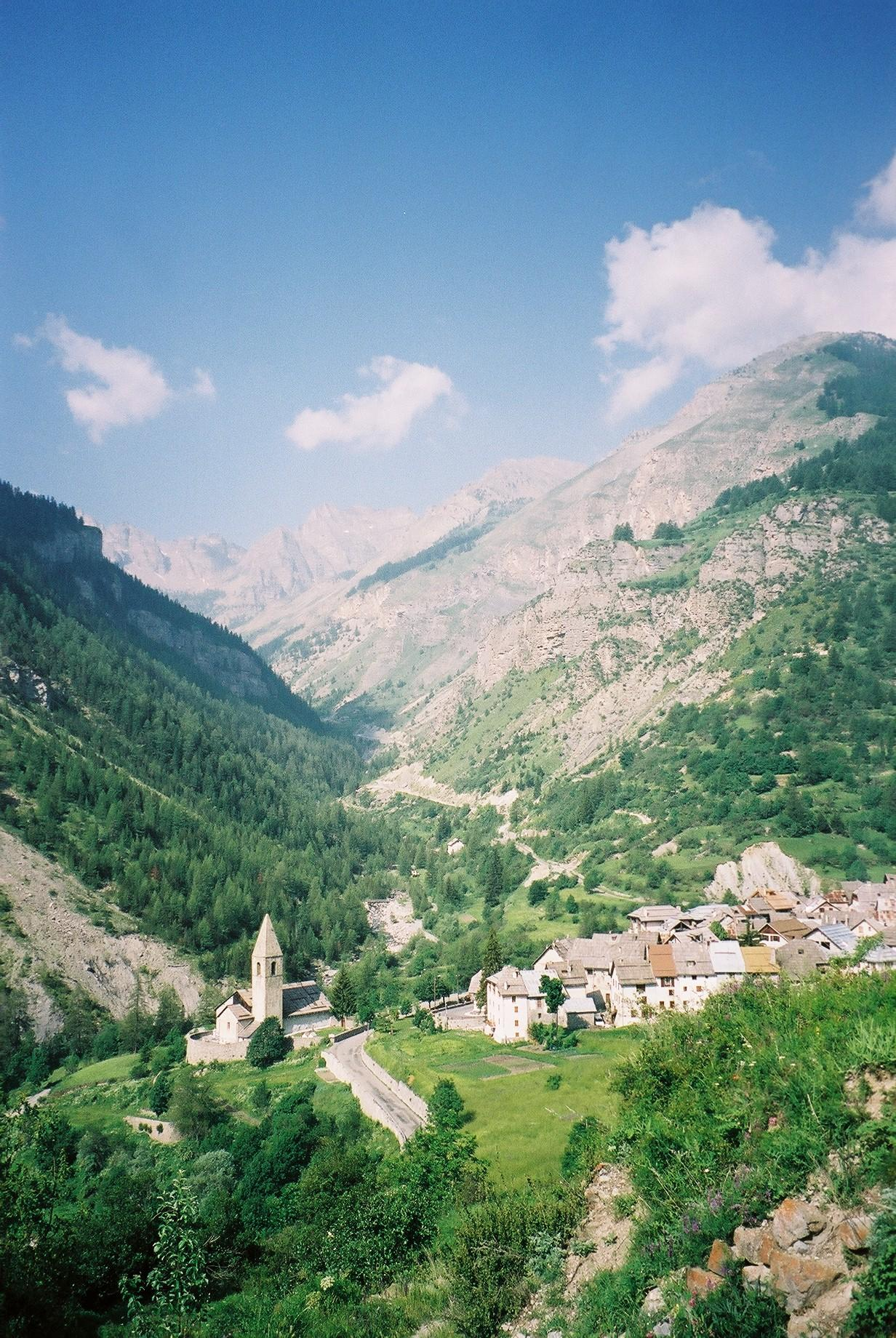
Ortspanorama
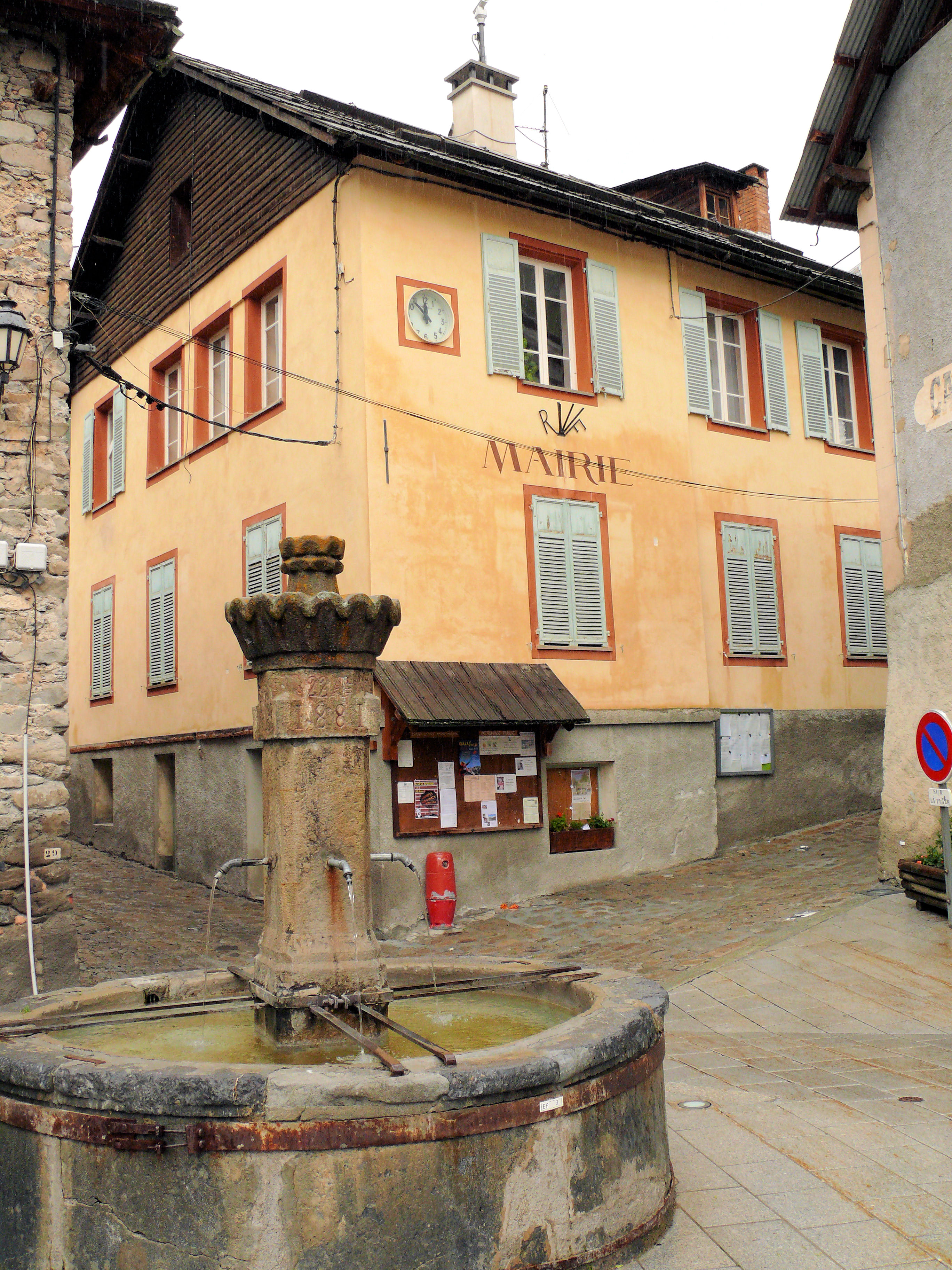
Mairie
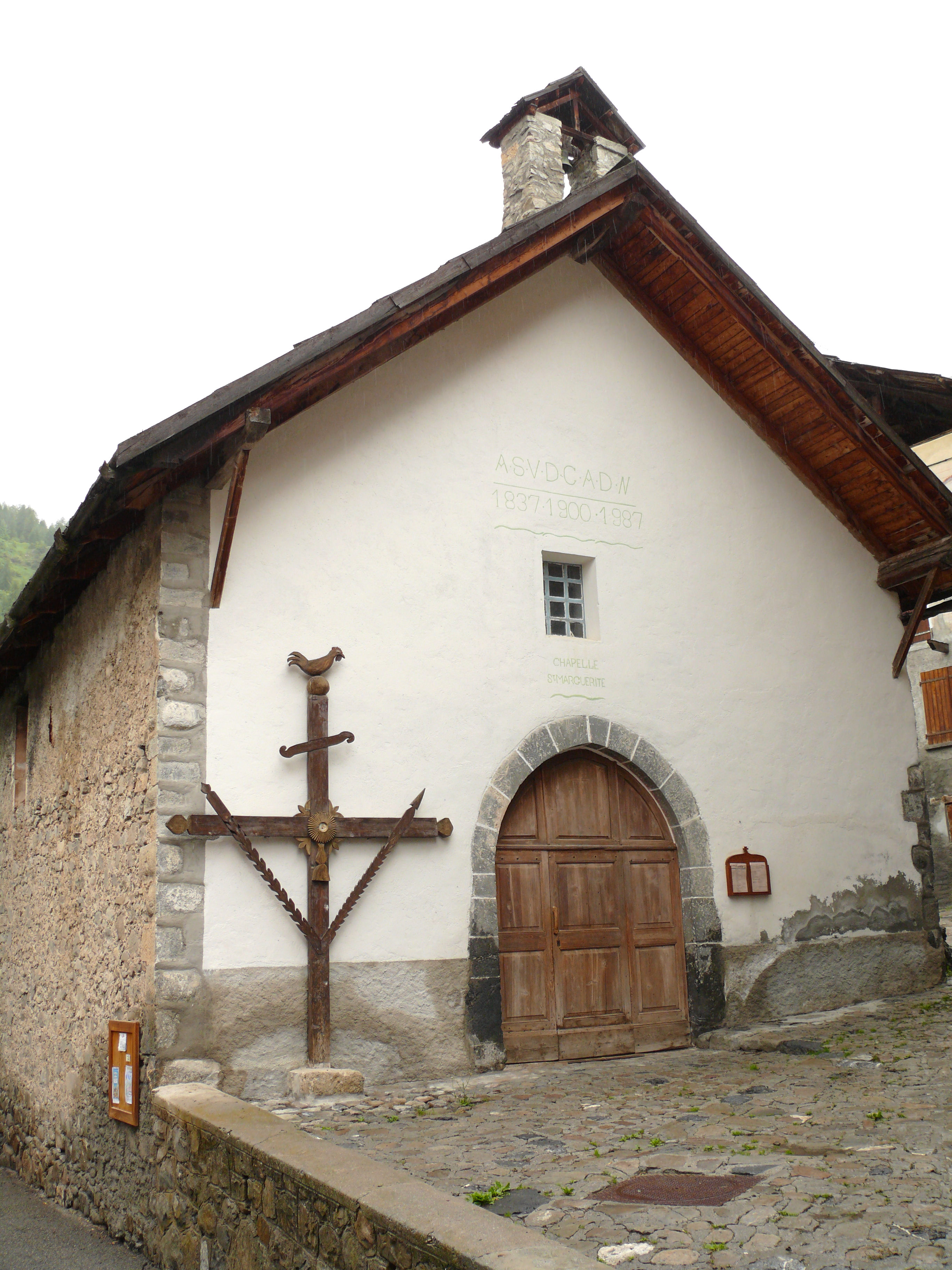
Kapelle Sainte-Marguerite
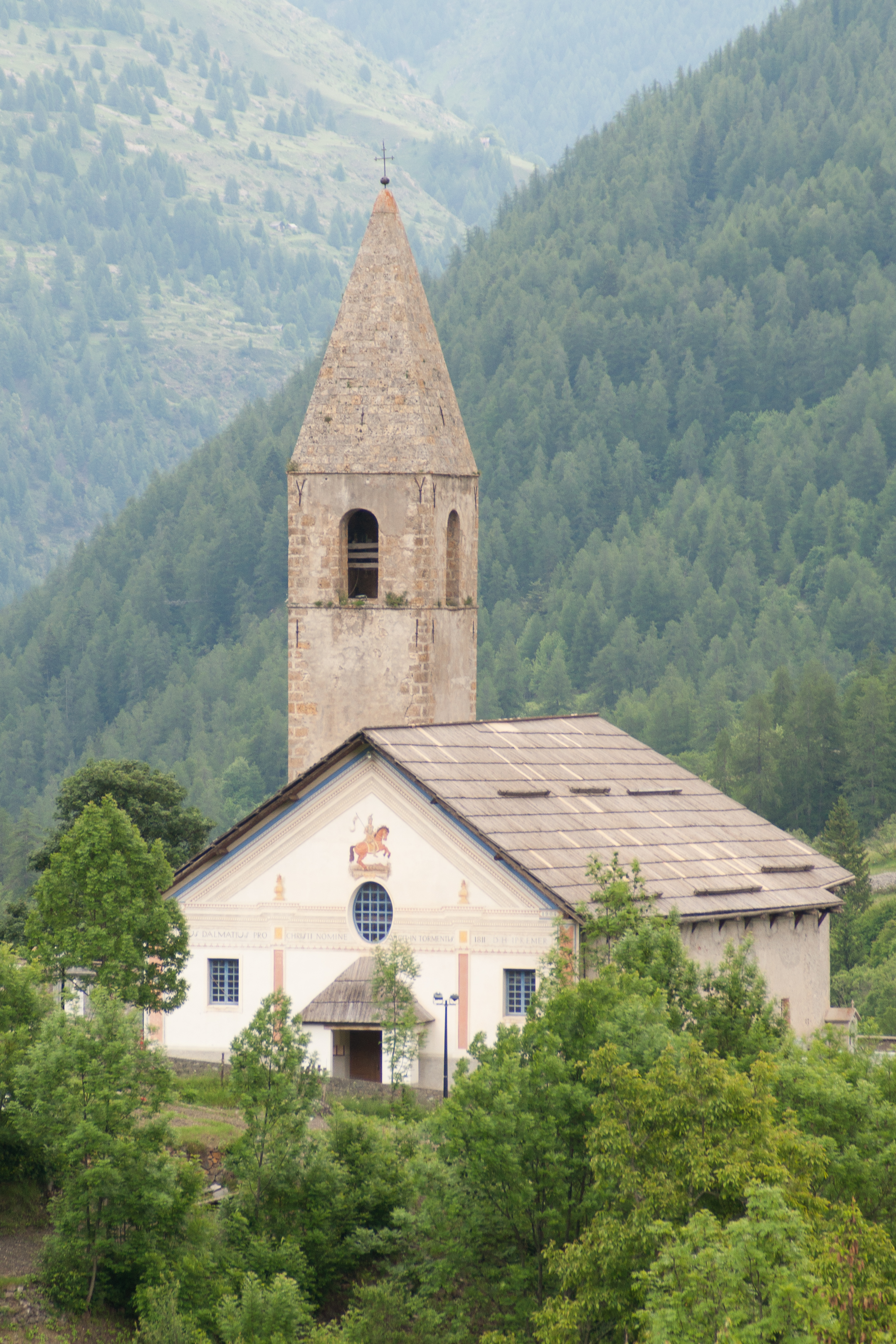
Dorfkirche
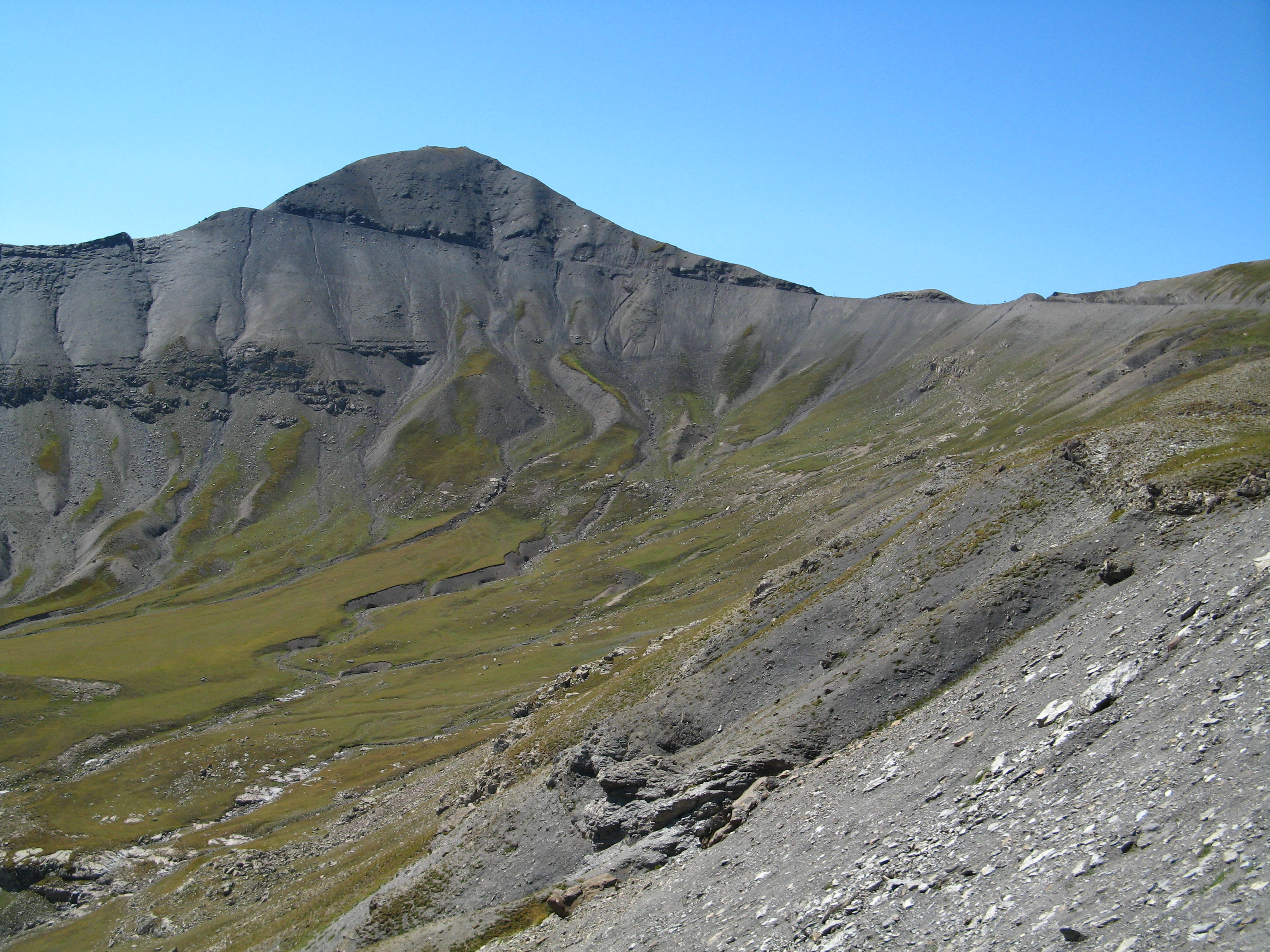
Quellgebiet der Tinée